# مارتن مورتنسن
مارتن مورتنسن (بالدنماركية: Martin Mortensen)‏ (و. 1984  م) هو راكب دراجة هوائية دنماركي، ولد في هرنينغ.

## سباقات أو مراحل فاز بها
| التاريخ        | السباق                                                                            | المركز                                         |
| -------------- | --------------------------------------------------------------------------------- | ---------------------------------------------- |
| 07 أغسطس 2005  | طواف الدنمارك 2005                                                                | الثاني في تصنيف الجبال                         |
| 01 يناير 2007  | DCU Cup 2007                                                                      | الفائز في التصنيف العام                        |
| 08 أبريل 2007  | 2007 Grand Prix de la ville de Nogent-sur-Oise                                    | المركز الثاني                                  |
| 21 سبتمبر 2008 | 2008 Duo Normand                                                                  | الفائز في التصنيف العام                        |
| 26 يونيو 2011  | Course en ligne masculine aux championnats du Danemark de cyclisme sur route 2011 | المركز الثاني                                  |
| 28 أبريل 2013  | جي بي فيبورغ 2013                                                                 | المركز الثاني                                  |
| 04 أغسطس 2013  | طواف الدنمارك 2013                                                                | الفائز في ترتيب التسلق، الفائز في تصنيف القتال |
| 29 يونيو 2014  | Course en ligne masculine aux championnats du Danemark de cyclisme sur route 2014 | الخامس في التصنيف العام                        |
| 20 يوليو 2014  | 2014 جولة ركوب الدراجات التشيكية                                                  | الفائز في التصنيف العام                        |
| 01 يناير 2015  | 2015 Velothon Wales                                                               | الفائز في التصنيف العام                        |
| 28 يونيو 2015  | Course en ligne masculine aux championnats du Danemark de cyclisme sur route 2015 | المركز الثاني                                  |
| 17 أبريل 2016  | ترو-برو ليون 2016                                                                 | الفائز في التصنيف العام                        |
| 23 سبتمبر 2018 | جوويكس بيجل 2018                                                                  | المركز الثالث                                  |

## روابط خارجية
- مارتن مورتنسن على موقع الاتحاد الدولي للدراجات (الإنجليزية)
- مارتن مورتنسن على موقع أرشيف الدراجات (الإنجليزية)
- مارتن مورتنسن على موقع إحصائيات الدراجات الإحترافية (الإنجليزية)
- مارتن مورتنسن على موقع نسبة الدراجات (الإنجليزية)